# بخت
بخت هي مدينة في مقاطعة سرداريا في ولاية سرداريا في أوزبكستان.